# 卡罗兰
卡罗兰（Karoran），是印度旁遮普邦Rupnagar县的一个城镇。总人口20351（2001年）。

## 人口
该地2001年总人口20351人，其中男性11380人，女性8971人；0—6岁人口3026人，其中男1652人，女1374人；识字率65.44%，其中男性为73.10%，女性为55.71%。